# Školní poradenské pracoviště
Školní poradenské pracoviště (dále ŠPP) je součástí základní, střední nebo vyšší odborné školy v České republice. Škola je povinna pracoviště zřídit a provozovat na základě zákona č. 561/2004 Sb., o předškolním, základním, středním, vyšším odborném a jiném vzdělávání (školský zákon), ve znění pozdějších změn. Podrobně je pracoviště definováno ve vyhlášce č. 72/2005 Sb., o poskytování poradenských služeb ve školách a školských poradenských zařízeních. 
Školní poradenské pracoviště je vedle pedagogicko-psychologické poradny, speciálněpedagogického centra a středisek výchovné péče jedním z pilířů školského poradenství. Základním účelem tohoto pracoviště je poskytovat pedagogicko-psychologické poradenské služby ve škole žákům a jejich zákonným zástupcům (rodičům).

Pozor na rozdíl mezi Školním poradenským pracovištěm (ŠPP) a školským poradenským zařízením (ŠPZ). Školní poradenské pracoviště je v rámci školy. Školské poradenské zařízení je dle vyhlášky pouze Pedagogicko-psychologická poradna (PPP) a Speciálněpedagogické centrum (SPC).

## Zřízení školního poradenského pracoviště
Na základě vyhlášky č. 72/2005 Sb. jsou základní, střední a vyšší odborné školy povinné zřídit ve škole školní poradenské pracoviště (dále ŠPP). Zodpovědnost za zřízení pracoviště nese ředitel školy. 
Povinné minimální personální zabezpečení ŠPP zahrnuje pouze školního metodika prevence a výchovného poradce. Škola může na základě svého uvážení pracoviště rozšířit o pozici školního psychologa, speciálního pedagoga nebo sociálního pedagoga.

## Služby ŠPP
Účelem tohoto pracoviště je poskytovat poradenské služby ve škole především žákům a jejich zákonným zástupcům (rodičům). Poskytování služeb je pro žáky i jejich zákonné zástupce bezplatné. Některé služby jsou poskytovány pouze na žádost žáka nebo jeho zákonného zástupce. Služby mohou být poskytovány také na základě žádosti jiných zařízení nebo na základě rozhodnutí orgánu veřejné moci (např. OSPOD). Pracoviště dále poskytuje poradenské a konzultační služby pedagogům.
Školní poradenské pracoviště spolupracuje kromě žáků a zákonných zástupců také s třídními učiteli, učiteli výchov a dalšími pedagogickými pracovníky školy. V konkrétních záležitostech zajišťuje pracoviště také koordinaci a spolupráci s jinými školskými poradenskými zařízeními (např. pedagogicko-psychologickou poradnou nebo speciálněpedagogickým centrem).
Smyslem služeb, které poskytuje školní poradenské pracoviště, je především vytvoření vhodných podmínek vzdělávání a všestranný rozvoj žáků, včetně zajištění speciálních vzdělávacích potřeb žáků, prevence rizikového chování, kariérní poradenství pro žáky, a metodická a další podpora pedagogických pracovníků. Služby obecně kladou důraz na důvěrnost jednání a ochranu osobních dat klientů.

### Rozsah služeb ŠPP
Za poskytování poradenských služeb je ve škole zodpovědný ředitel školy nebo jím pověřený zástupce. Vedení školy je povinno zpracovat program poradenských služeb, který vymezuje, jaké služby jsou pracovištěm poskytovány a jaké pozice jsou součástí pracoviště, program se nazývá Program školního poradenského pracoviště na zabezpečování pedagogicko-psychologického poradenství poskytovaného ve škole. Rozsah služeb, které pracoviště poskytuje, odpovídá počtu a vzdělávacím potřebám žáků školy. 
Jde především o služby související s následujícími aktivitami:
- podpora žáků speciálními vzdělávacími potřebami,
- podpora nadaných a mimořádně nadaných žáků,
- podpora žáků s výchovnými problémy či vzdělávacími obtížemi,
- podporu sociálního začleňování žáků z odlišného prostředí nebo odlišných podmínek,
- spolupráce se zákonnými zástupci,
- spolupráce s jinými školskými zařízeními,
- metodická podpora učitelům,
- tvorba, realizace a vyhodnocování preventivních programů,
- prevencí rizikového chování a školní nespěšnosti,
- včasná intervence při problémech žáků,
- kariérové poradenství.

### Dokumentace ŠPP
Škola je povinna vést o poskytovaných službách dokumentaci. Škola vede především dokumentaci o žádostech o službu, o provedených vyšetřeních, jejich výsledcích, opatřeních a doporučeních, dále o součinnosti s jinými školskými zařízeními a orgány veřejné moci.

## Pracovníci ŠPP
Školní poradenské pracoviště musí být složeno minimálně z výchovného poradce a školního metodika prevence. 
Výchovnému poradci je snižován úvazek přímé pedagogické činnosti (času, který musí odučit jako řadový učitel) v závislosti na počtu žáků na škole, a to o 1 až 5 hodin týdně. Tím získává reálný prostor věnovat se náplni práce výchovného poradce. 
Školní metodik prevence aktuálně nemá nárok na snížení úvazku přímé pedagogické činnosti. Je jim pouze poskytován příplatek ve výši 1 000 až 2 000 Kč měsíčně a předpokládá se, že práci školního metodika prevence vykonávají v přesčasové době. 
Součástí pracoviště mohou být také školní psycholog nebo školní speciální pedagog. V některých školách je součástí pracoviště také sociální pedagog nebo sociální pracovník, přestože je vyhláška výslovně neuvádí. 
Základní činnosti pracovníků ŠPP se v některých oblastech prolínají a jsou navrženy tak, aby zajistily celou šíři pedagogicko-psychologického poradentství.
Výchovný poradce poskytuje zejména:
- podporu při volbě povolání a kariérové poradenství;
- přípravu podmínek pro vzdělávání pro žáky se speciálními vzdělávacími potřebami;
- zprostředkování diagnostiky speciálních vzdělávacích potřeb a mimořádného nadání.

Školní metodik prevence provádí zejména:
- záchyt signálů rizikového chování, Individuální a skupinová práce se žáky a studenty s obtížemi v adaptaci, se sociálně-vztahovými problémy, s rizikovým chováním a problémy, které negativně ovlivňují jejich vzdělávání;
- koordinaci a realizaci aktivit školy zaměřených na prevenci rizikového chování žáků;
- vyhledávání a nastavení vhodné podpory směřující k odstranění rizikového chování;
- poskytování poradenských služeb zákonným zástupcům žáků s rizikem či projevy rizikového chování.

Školní psycholog provádí zejména:
- krizovou intervenci a zpracování krize pro žáky, pedagogické pracovníky a zákonné zástupce;
- metodické intervence pro pedagogické odborníky;
- depistáž specifických poruch učení v základních a středních školách;
- diagnostiku při vzdělávacích a výchovných problémech žáků;
- péči o žáky se speciálními vzdělávacími potřebami, kterým jsou poskytována podpůrná opatření, zejména pomoc při sestavování plánu pedagogické podpory a vedení;
- individuální případovou práci se žáky v osobních problémech, zejména konzultace a vedení;
- prevenci školního neúspěchu žáků;
- zjišťování a řešení sociálního klimatu ve třídě.

Speciální pedagog provádí zejména:
- vyhledávání a diagnostika žáků se speciálními vzdělávacími potřebami;
- dlouhodobou a krátkodobou individuální speciálněpedagogickou péči za účelem naplňování podpůrných opatření pro žáky, speciálněpedagogické vzdělávací činnosti, reedukační, kompenzační a stimulační činnosti;
- podílí se na tvorbě individuálního vzdělávacího plánu a jeho průběžném vyhodnocování;
- úpravy školního prostředí, zajištění speciálních pomůcek a didaktických materiálů;
- individuální konzultace pro rodiče a komunikace s nimi.